# Model de neurona biològica

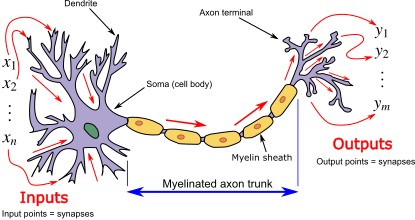
Fig. 1. Neurona i axó mielinitzat, amb flux de senyal des de les entrades a les dendrites fins a les sortides als terminals de l'axó. El senyal és un pols elèctric curt anomenat potencial d'acció o "punt".

Els models de neurones biològiques, també coneguts com a models de neurones d'espiga, són descripcions matemàtiques de les propietats de certes cèl·lules del sistema nerviós que generen potencials elèctrics aguts a través de la seva membrana cel·lular, d'aproximadament un mil·lisegon de durada, anomenats potencials d'acció o pics. Fig. 2). Atès que els pics es transmeten al llarg de l'axó i les sinapsis des de la neurona emissora a moltes altres neurones, es considera que les neurones d'espiga són una unitat important de processament d'informació del sistema nerviós. Els models de neurones d'espiga es poden dividir en diferents categories: els models matemàtics més detallats són els models de neurones biofísiques (també anomenats models Hodgkin-Huxley) que descriuen la tensió de la membrana en funció del corrent d'entrada i de l'activació dels canals iònics. Matemàticament més senzills són els models "integrate-and-fire" que descriuen la tensió de la membrana en funció del corrent d'entrada i prediuen els temps de pic sense una descripció dels processos biofísics que configuren el curs temporal d'un potencial d'acció. Fins i tot models més abstractes només prediuen pics de sortida (però no la tensió de membrana) en funció de l'estimulació on l'estimulació es pot produir mitjançant l'entrada sensorial o farmacològicament. Aquest article ofereix una breu visió general dels diferents models i enllaços de neurones d'espiga, sempre que sigui possible, amb fenòmens experimentals. Inclou models deterministes i probabilistes.

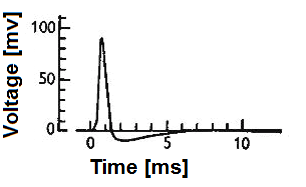
Fig 2. Curs temporal del potencial d'acció neuronal ("spike"). Cal tenir en compte que l'amplitud i la forma exacta del potencial d'acció poden variar segons la tècnica experimental exacta utilitzada per adquirir el senyal.